# Замотина, Лариса Владимировна
Лариса Владимировна Замотина (25 июня 1967, Ленинград, СССР) — советская фигуристка, бронзовый призёр чемпионатов СССР 1990 и 1991 годов, двукратная обладательница Кубка СССР 1985 и 1987 годов, победитель зимней Универсиады 1987 года, участница чемпионатов Европы 1990 и 1991 годов в женском одиночном катании.

## Биография
Воспитанница свердловской школы фигурного катания, с 1984 года тренировалась у Игоря Ксенофонтова. Мастер спорта СССР международного класса.
Окончила Свердловский государственный педагогический институт.
После окончания спортивной карьеры с 1992 года являлась солисткой всемирно известного ледового шоу Disney on Ice.
С 2000 года живёт в Чикаго, США, работает тренером по фигурному катанию.

## Спортивные достижения
| Соревнования/Сезоны              | 1985–86 | 1986–87 | 1987–88 | 1988–89 | 1989–90 | 1990–91 |
| -------------------------------- | ------- | ------- | ------- | ------- | ------- | ------- |
| Чемпионаты Европы                |         |         |         |         | 10      | 11      |
| Чемпионаты СССР                  | 7       | 10      | 4       |         | 3       | 3       |
| NHK Trophy                       |         |         |         |         | 3       |         |
| Trophée de France                |         |         |         | 4       |         |         |
| Зимние Универсиады               |         | 1       |         | 2       |         |         |
| Приз газеты «Московские новости» | 10      | 6       | 4       |         |         |         |